# Zhao Shigang
Zhao Shigang (19 agosto 1962) è un ex giocatore di calcio a 5 cinese.

## Carriera
Zhao ha disputato, da capitano, il FIFA Futsal World Championship 1992 in cui la nazionale cinese di calcio a 5 è stata eliminata nel girone del primo turno comprendente Spagna, Stati Uniti e Russia.